# Gestreifte Spornzikade

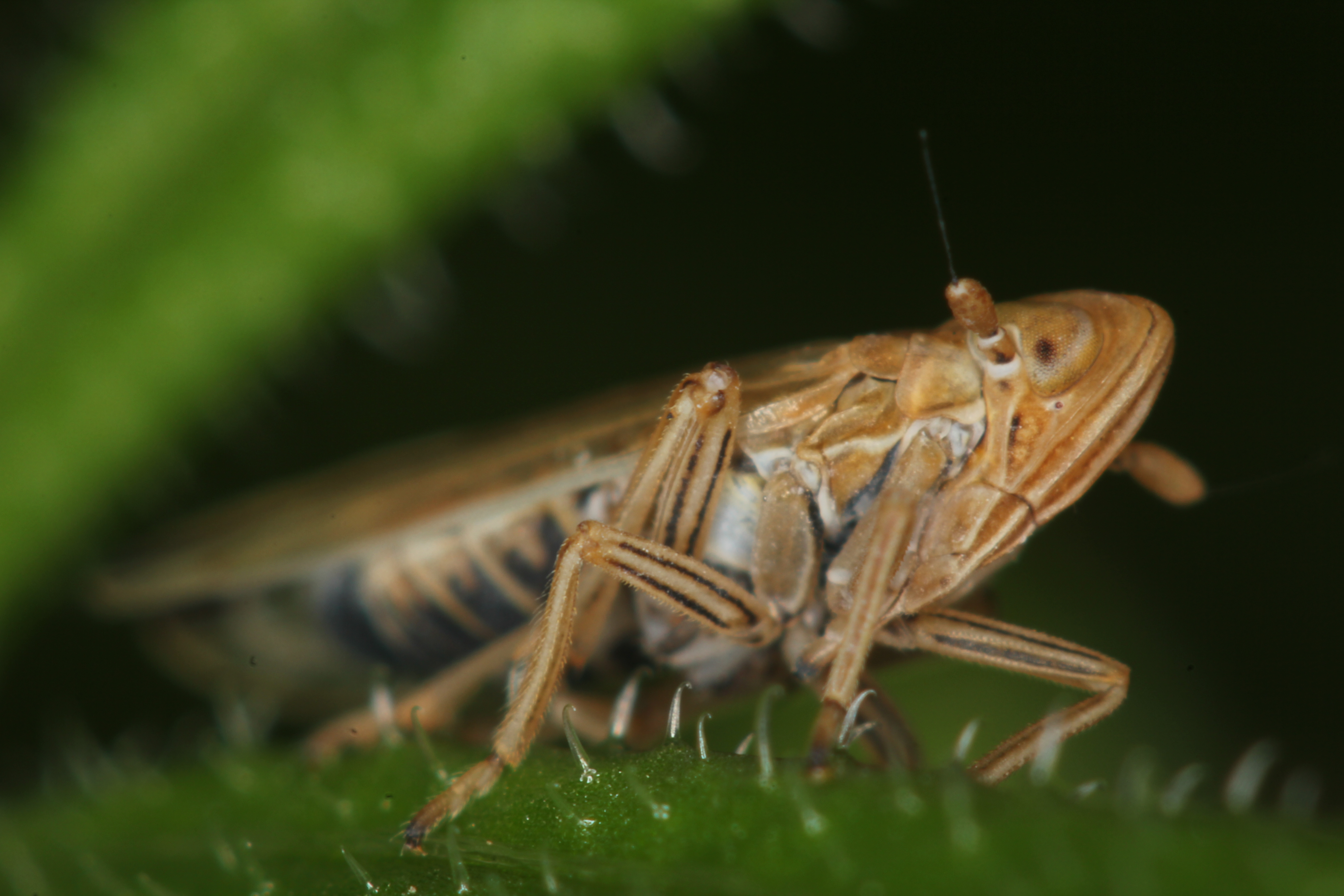
Gestreifte Spornzikade (Stenocranus minutus)

Die Gestreifte Spornzikade (Stenocranus minutus), auch Knaulgras-Spornzikade genannt, ist eine Zikade aus der Familie der Spornzikaden (Delphacidae).

## Merkmale
Die Zikaden werden 5–6 mm lang. Sie besitzen blasse braungefärbte Flügel, meist mit einem dunklen Medianstreifen, der bis zur Flügelspitze reicht. Der Kopf sieht von der Seite betrachtet stark verlängert aus. Im Gesichtsfeld der Zikade befinden sich  bräunliche Längsstreifen.

## Vorkommen
Die Zikadenart ist in der Paläarktis (Europa, Nord- und Zentralasien, Naher Osten, Nordafrika) weit verbreitet. Die Art ist auf den Britischen Inseln vertreten.

## Lebensweise
Man findet die Zikaden an verschiedenen Gräsern. Zu ihren Wirtspflanzen gehört das Gewöhnliche Knäuelgras (Dactylis glomerata) und die Fieder-Zwenke (Brachypodium pinnatum), beide aus der Familie der Süßgräser (Poaceae).
Die Zikaden fliegen fast das ganze Jahr über.
Ein Endoparasit der Gestreiften Spornzikade ist Cephalops pannonicus (syn. C. curtifrons) aus der Familie der Augenfliegen.
Die Gestreifte Spornzikade wurde als potentieller Überträger eines Bakterienstamms (Candidatus Phytoplasma) identifiziert, der bei Gurken eine Krankheit hervorruft.